# 10060 Емімілн
10060 Емімілн (1988 GL, 1992 JJ, 10060 Amymilne) — астероїд головного поясу, відкритий 12 квітня 1988 року.
Тіссеранів параметр щодо Юпітера — 3,427.